# Poczerniejki
Poczerniejki (biał. Падчарнейкі; ros. Подчернейки) – wieś na Białorusi, w obwodzie grodzieńskim, w rejonie świsłockim, w sielsowiecie Chaniewicze.
W dwudziestoleciu międzywojennym miejscowość leżała w Polsce, w województwie białostockim, w powiecie wołkowyskim, w gminie Podorosk. 16 października 1933 utworzyła gromadę w gminie Podorosk. Po II wojnie światowej weszła w struktury ZSRR.